# Marie-Françoise Certain
Marie-Françoise Certain (París, 1662 - idem. 1711) fou una clavicordista francesa.
Va ser alumna de Lully i de Nyert, i arribà a ser considerada com una de les primeres concertistes de clavicordi. A ca seva si reunien els artistes i aficionats més distingits de la capital francesa.